# Microula tibetica
Microula tibetica är en strävbladig växtart som beskrevs av George Bentham. Microula tibetica ingår i släktet Microula och familjen strävbladiga växter.

## Underarter
Arten delas in i följande underarter:
- M. t. laevis
- M. t. pratensis